# Clase Yuan Wang
La clase Yuan Wang es una serie de buques de seguimiento de misiles y satélites construidos desde la década de 1970 para el Ejército Popular de Liberación.

## Desarrollo
El rol de este tipo de buque es el seguimiento de misiles, satélites y vehículos espaciales para la Fuerza de Apoyo Estratégico (PLASSF).

## Unidades
| Nombre      | Constructor | Iniciado | Botado | Asignado | Baja | Destino                                    |
| ----------- | ----------- | -------- | ------ | -------- | ---- | ------------------------------------------ |
| Yuan Wang 1 | China       |          |        | 1977     | 2010 | Retirado; actualmente utilizado como museo |
| Yuan Wang 2 | China       |          |        | 1978     | 2019 | Retirado                                   |
| Yuan Wang 3 | China       |          |        | 1995     |      | En servicio                                |
| Yuan Wang 4 | China       |          |        | 1999     |      | En servicio                                |
| Yuan Wang 5 | China       |          |        | 2007     |      | En servicio                                |
| Yuan Wang 6 | China       |          |        | 2008     |      | En servicio                                |
| Yuan Wang 7 | China       |          |        | 2016     |      | En servicio                                |